# Aspidionia palauensis
Aspidionia palauensis är en tvåvingeart som beskrevs av Donald Henry Colless 1966. Aspidionia palauensis ingår i släktet Aspidionia och familjen svampmyggor. Inga underarter finns listade i Catalogue of Life.